# ماري برنارد ديكسون
ماري برنارد ديكسون (بالإنجليزية: Mary Bernard Dickson)‏ هي مُدرسة وراهبة وممرضة نيوزيلندية، ولدت في 1810، وتوفيت في 5 أغسطس 1895.